# Farvereseda
Farvereseda (Reseda luteola) eller farve-vau er en 40-150 cm høj, der f.eks. vokser på tør og stenet bund i grusgrave eller langs veje. Den ligner gul reseda, men har kortstilkede, linje- eller lancetformede blade og blomsterne er kun 4-tallige. Planten indeholder et gult farvestof, der bruges til stoffarvning. Den indeholder også flavonoidet luteolin, der udvindes af planten og bruges som en kraftig antioxidant. Navnet skrives også Farve-Reseda.

## Beskrivelse
Farvereseda er en flerårig urt eller en toårig urt med en opret vækst. Planten danner det første år en bladroset, og det eller de næste år skyder blad- og blomsterbærende stængler til vejrs. Stænglerne er glatte og lysegrønne. Bladene sidder spredt, og de er linjeformede eller lancetformede med hel rand og ganske kort stilk. Over- og underside er ensartet lyst grågrønne.
Blomstringen sker i juli-august, hvor de små blomster sidder samlet i en cylindrisk, opret klase. De enkelte blomster er uregelmæssige, 4-tallige og gule. Frugterne er kapsler med mange frø.
Rodnettet består af en spinkel, men dybtgående pælerod og forholdsvis få siderødder.
Højde x bredde og årlig tilvækst: 1,50 x 0,25 m (150 x 25 cm/år).

## Voksested
Arten er knyttet til lysåbne voksesteder med gruset, gerne kalkrig bund over det meste af Europa, herunder også i Danmark, hvor den er temmelig almindelig på Bornholm og findes hist og her på Øerne og i Østjylland. Den er sjælden i Vest- og Nordjylland. Den vokser i Danmark på åben kalkbund eller tør, stenet bund i grusgrave, på affaldspladser, skrænter og langs veje.
På godsbanegårde i Niedersachsen findes den sammen med bl.a. slangehoved, bjergrørhvene, fladstrået rapgræs, klæbrig brandbæger, prikbladet perikon, pyrenæisk markarve, rejnfan, taghejre og toårig natlys.
| Portal | Portal:Botanik |